# Arpentage

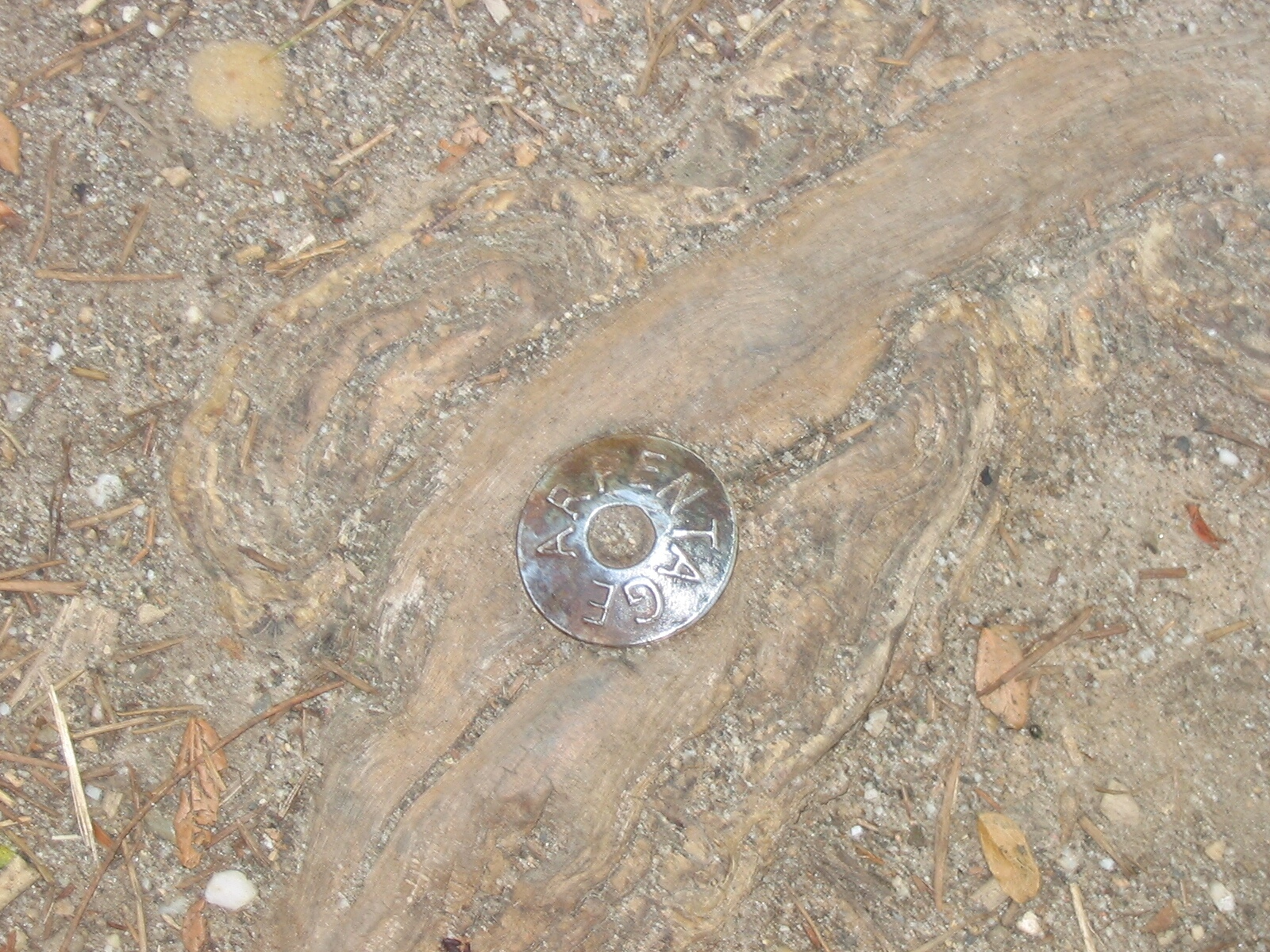
Clou de repérage d'arpentage en place.

Pour la méthode de lecture collective, voir Arpentage (éducation populaire).
L'arpentage est la technique de la mesure de la superficie des terres, en particulier des terrains agricoles. Au début du développement de la géométrie, l'arpentage s'est développé en Égypte ancienne pour le relevé des surfaces agricoles après les crues du Nil. Investi à l'origine d'une signification quasi religieuse, sa pratique était tenue en haute estime dans la Rome antique. De nombreuses techniques d'arpentage ont été élaborées au cours des siècles, les plus récentes utilisant des satellites artificiels.